# Chinnanagahalli, Bangarapet
Chinnanagahalli là một làng thuộc tehsil Bangarapet, huyện Kolar, bang Karnataka, Ấn Độ.